# حالت مجهول در زبان انگلیسی
بیان حالت مجهول در زبان انگلیسی (انگلیسی: English irregular verbs) یک ساختار دستوری است که به جای فاعل یا طرف فعال جمله، بر گیرنده یا طرف دیگر که کار بر روی آن انجام می شود تأکید دارد. در بیان مجهول، فاعل جمله مفعول می شود و مفعول به فاعل تبدیل می شود. با استفاده از فعل کمکی "to be" و بعد از فعل ماضی فعل اصلی تشکیل می شود. مثلا:
Active: John wrote the letter.

Passive: The letter was written by John.

معلوم: جان نامه را نوشت.

مجهول: نامه توسط جان نوشته شده است.

Active: They build the house.

Passive: The house was built by them.

معلوم: خانه را می سازند.

مجهول: خانه را آنها ساخته اند.

Active: The dog bit the man.

Passive: The man was bitten by the dog.

معلوم: سگ مرد را گاز گرفت.

مجهول: مرد توسط سگ گاز گرفته شد.